# 特拉科塔 (伊利諾伊州)
特拉科塔（英語：Terra Cotta）是位於美國伊利諾伊州麥克亨利縣的一個非建制地區。該地的面積和人口皆未知。

## 地理
特拉科塔的座標為42°16′54″N 88°18′02″W / 42.28167°N 88.30056°W，而該地的平均海拔高度為249米（即817英尺）。